# 救命戦士ナノセイバー
『救命戦士ナノセイバー』（きゅうめいせんしナノセイバー）は、1997年4月8日から1998年1月22日にかけてNHK教育テレビ『天才てれびくん』内で放送された、実写やCGを併用したテレビアニメである。

## 概要
同じく『天才てれびくん』内で1993年に放送された『恐竜惑星』、1994年に放送された『ジーンダイバー』と合わせてバーチャル3部作と呼ばれている。
ポケモンショックの影響により、25話以降は一部修正が加えられた上、その後は再放送を含め公開が自粛されていたが、2004年3月にはファンからの要望によりDVDが発売された。2023年2月には『天才てれびくん』30周年企画としてDVD-BOXの再販が行われた。
イメージ・ケイとスタジオジュニオが制作した最後の『天てれ』内アニメである。また同年の『天才てれびくん』のオープニング映像にはてれび戦士・ドラマ『妖怪すくらんぶる』の出演者と共に本作の出演者も登場しており、てれび戦士以外の子役がオープニングに登場したのはこれが唯一である。

## あらすじ
22世紀に入り、子供の社会進出が加速する中、医学界において、体内にナノマシンを投入し疾病を防ぐという、革命的な治療法が開発される。同じく医学界において子供医師として活躍していた恵達ナノセイバーは、これらの技術を応用したバーチャルワールドを利用して体内に入りこみ、バーチャルメディカルステーション（以下VMS）に運び込まれる患者の治療を行なってゆく。
そんな中VMSには、通常では考えられない病状の患者が次々と運び込まれてくる。それらの患者が持つ多くの謎を解き明かしながら、また新たな発見を繰り返しながら、子供医師ナノセイバーらの成長を描く。
後半では極小宇宙人・エターナリアンや銀河知性体・クオンの治療といった長編にも突入している。

## 登場人物

### バーチャルメディカルステーション
河合 恵
演 - 玉城真由美（実写）/ 声 - 浅田葉子（アニメ）
ナノセイバーの一人で、本作の主人公。アニメ中では中盤からバンダナを鞭のように操って戦う。自らの職業に使命感的な物を持ち、性格は明るい。
城門 仁
演 - 木村高人（実写）/ 声 - 池澤春菜（アニメ）
ナノセイバーの一人。背中にメス代わりの日本刀（虎哲）を背負っている。腕は確かだが、性格は大雑把で少々単純な面も。抜刀すると言葉遣いがやや古風になる。虫が大の苦手。やがて恵に想いを寄せている自分に気づく。
伊賀 強志
演 - 大滝貴也（実写）/ 声 - くまいもとこ（アニメ）
ナノセイバーの一人。キーボードのある右サイドの席が定位置。恵に淡い恋心を擁いている。冷静な体内組三人の参謀格だったが、人体で治療活動中に大動脈弓にて行方不明となる（その後、別空間に転移したことが判明）。
尾岸 徹
演 - ウエンツ瑛士（実写）
ナノセイバーの一人。バーチャル人体には入らず、現実世界からレーザーポインター型のワイヤレス・ポインティングデバイスを使用し、LSTRのフィールド設定などのフロントコンソールのリモート制御および恵達のサポートを行なう。常に冷静沈着だが、プライドも高い。レーザーポインター型のワイヤレス・ポインティングデバイスは出力を上げれば人の脳を焼き切ることもできる。
弥生 亜美
演 - 新保はる奈（実写）
ナノセイバーの一人。徹と同じくバーチャル人体には入らず、現実世界で超電磁推進の操作などを行う。こちらは水晶玉型のワイヤレス・ポインティングデバイスを使用し、フロントコンソールのリモート制御を行なう。性格はいたって真面目であるが、随所でその天然ぶりをいかんなく発揮し、メンバーもツッコミようのない独特な空気を作り出す。見た目に似つかわしくないほどの怪力でその場の怒りに任せてデバイスを握りつぶしたことが二度ほどあり、一度は玉がスライムのように凹み、二度目は破損・出血・手に包帯という結果となった。さらに一度徹のレーザーポインター型のワイヤレス・ポインティングデバイスを握り潰したこともある。以降、五蔵や徹に無言の圧力をかける場面が度々見られた。
五蔵
声 - 梁田清之（CG）
VMS内の自律プログラムで、ナノセイバーのナビゲーションプログラム。厳格な性格の持ち主であるため、時には頑固で頭が固めなところを見せるが、同時にナノセイバーを優しく見守る監督的存在でもある。ただし、おだてられると弱い面もある。名前はロップともども「五臓六腑」に由来する。
ロップ
声 - 白石文子（アニメ）
恵たちと同じくバーチャルブレインを持つラッコのメス（一人称はボク）で、普段は葛西海洋生物センターで飼育されている。チームのマスコット的存在で、とりわけ強志のことを慕っている。貝殻の形をした「ピコピコ」という専用の小型補助用ナノマシンを操る。好奇心が旺盛なキャラクターで、子供向け番組ながら難解な医学用語が飛び交うことも多い劇中、様々な質問疑問をぶつける視聴者側の視点に立った役割も同時に果している。
システム
声 - 辻香織（音声）
VMS施設内の自動監視システム。光と音声を用いてリアルタイムに状況変化を知らせる。

### VMS関係者・患者
因果 悟
声 - 岩男潤子（アニメ）
ハッカー。快楽主義者のような性格の持ち主で、当初はその能力を生かして外部よりバーチャル人体に潜入、ナノセイバー達に挑戦を仕掛けてきた。しかし、恵から行動を強く叱咤されたことをきっかけに、以降は恵に惚れる形で次第にナノセイバーの活動に付いていくようになる（ただし、徹がジャックインした患者の行動記録を調べようとした際など、サイバースペースの不文律（自由）を侵す行為に対してはハッカーとしてそれを妨害している）。なお、LSTR-AV使用時は実体のない姿（データ）だけの存在となり物質に触れることが不可能になってしまうため、一時期それに苦悩したこともあった。作中では「恵に好意を寄せる少年」として表現されていたが、アクセス者が女性であるかのような言動や、人間ではなく人工知能プログラムであるかのような発言もみられた。
恵子
声 - くまいもとこ（アニメ）
五臓の基となったプログラムをベースにして、悟が作成したナビゲーションプログラム。恵をモデルとしていたため、最初のうちは恵から嫌われてしまっていたが、終盤では恵にも理解され悟のアシストとして大いに活躍を見せる。
谷村沙織
演 - 小田木美恵（実写）/ 声 - 勝生真沙子（アニメ）
1999年1月19日生まれ。バーチャルブレイン理論の立案者でありナノセイバーの生みの親。バーチャルブレイン理論を応用し永遠に自分の意思が存在し続けるという形の不死を願った。その一端として自らの人格をベースに自分のコピーとして五蔵を開発。バーチャル人体を利用したLSTRを開発するも、その後ナノセイバー計画を離脱、行方不明になっていた。自らの夢の実現のために誤った形の不老長寿を望み、闇医者による自身のクローンへの脳移植を繰り返していたが、闇医者の策略と物理的な脳寿命が原因で、VMSに患者として運び込まれてくる。
NO-108
声 - 坂口候一
谷村沙織のナビゲーションコンピュータ。全身の激痛を訴える沙織をVMSに移送するように依頼した。
市村アキオ
火星地質学者。火星植民ステーションで調査を行なっていたが、その身体は植民ステーションを全滅させた、RNA火星生命体によると思われる、肉体が融解する奇病に侵されていた。
下目黒博士
演 - 川久保潔（実写）
有名な寄生虫学者にして、五蔵の古くからの友人。体内で育てていたヒト回虫が免疫強化ナノマシンに駆除されそうになったため、ナノセイバーにその保護を依頼してきた。
安土桃子
演 - 小野寺啓子（実写）/ 声 - 佐久間レイ（アニメ）
葛西海洋生物センターの研究員で、ロップにとって母親のような存在。妊娠7か月の身だったが、勤務中に原因不明の昏睡状態に陥りVMSに担ぎ込まれた。
天川友希
演 - 山口明寿香（実写）/ 声 - 小林優子（アニメ）
少女の姿をしているが、実は体内に送り込まれたエターナリアンの活動により老化を食い止められている。名を変え場所を変え、そして時を越え、幾度の別れを繰り返しながら、1万年もの間、独りいろいろな時代を過ごしてきた。いつまでも一人長く生きてしまうことによる孤独さゆえか名前には全て「友」の字が入っている。やがてナノセイバーらによって、エターナリアンにより封印されてきた彼女の記憶が解き放たれ、自らの真の役割が何であったかを知らされた時、その重過ぎる悲しみと共に、全てを破壊に導いてしまう。 しかし、亜美と徹達の説得やケイの命を懸けた治療などで心を開き、さらに自分と同じようにエターナリアンの活動により1万年も生きていた人々がいたことによって生きる希望を見出すことが出来た。エンディングで遥かな未来で彼等の記念碑に花を手向けに行っている。

### エターナリアン
スセリ
声 - 菊地祥子
ナノセイバーが初めて出会ったフェアリータイプのエターナリアン。性別があるとすれば女性のようである。素数を用いたコンタクト成功から、縮小された何らかの知性体であると思われたが、それを認めようとしない五蔵の強引なサンプル採取の手から仁に救われ、以後は案内役として行動を共にする。「世界」では、主に種族間の連絡係や通訳を担当していた。
ハーン
声 - 中村秀利
エターナリアンが「世界」と呼ぶ友希の身体を様々な脅威（病原菌やウィルス）から守るために戦っている、ワイバーンタイプのエターナリアン。戦闘部隊のリーダー（提督）を務め、槍と自らの体を高速回転させて敵を切り裂く戦法を得意とする。「自分自身」と「自身の生きる世界」と「世界の外で生きる恵達」の関係を理解した上で、時に自分の取るべき行動に悩む恵を諭したりもしている。仲間を失ったことから自分の戦う意味に苦悩し、自らの命を賭してまで仇を討とうとしたこともあった。守るべき「世界」（友希）が生きることに苦しみ、自己破壊に走った時も「世界の意志」として、友希を助けようとする恵たちの行く手を阻んだこともあった。己の守るべきもののために、同じ考えを持つ仁と戦い、硬化した「世界」の心を揺さぶる。
シュウブ
声 - 鈴木琢磨
ハーンの部隊に所属するワイバーンタイプのエターナリアン。ハーンと同じく、いわゆる免疫を担当する。江戸っ子気質の短気な性格で、初めて会った恵たちを敵だと決め付けて攻撃してきた。仁とは仲が悪いが、同じ単純な性格なので同時に同じことを言ったりしてしまったりする。過信と一瞬の判断の遅れによって魔王の砲撃に散る。
コウ
声 - くじら
ハーンの部隊に所属するワイバーンタイプのエターナリアン。参謀的な役割を果たし、ハーンのサポートを行う。改造天然痘が猛威をふるった肺での魔王との戦いで、戦艦と他の多くの仲間たちと共に散る。
（赤）図書館館長
声 - 関根信昭
情報場の存在を根拠に仁たちを神話の世界からきた神だとした。同じ種族は体内に情報を貯蔵しておくことができ、またその貯蔵庫となった者たちを情報場と呼んでいる。なお開放された情報場は、脳にある海馬にまで戻っていく。
（青）図書館館長
声 - 津久井教生
フェアリ
声 - 本美奈子、辻香織
スセリの父
声 - 坂口候一
ワイバーン兵
声 - 鈴木琢磨
ゲートキーパー
声 - 小室正幸、柴本浩行、宮崎一成
相転移による宇宙の終焉を食い止めるという、エターナリアン本来の目的を覚えている種族。長命なのか、送り込まれた当時から生き残っている個体もいる。宇宙との連絡手段であったゲートの「鍵」を失い、已む無く友希を生かし続ける計画を立てた。
ヨコハマ図書館館長
声 - 深雪さなえ
肝臓都市「ヨコハマ」にある、ランドマークタワーのような建物（図書館）の中で、そこに立ち寄る旅人達から、世界中に残る昔からの言い伝え（伝説）を集めている。
セビリア図書館館長
声 - 鈴木清信
膀胱にある街の図書館で館長をしている。向かっていた恵たちと入れ違いに、死神たちの高速船によってさらわれるも、その後開放される。博識の上、優れた先見性も持ち合わせており、「世界」と同型の姿をした恵たちを外の世界の者だと容易に理解する。死神から強志の行方を示すような話を聞かされる。
デス / アンドロデス
声 - 坂口候一
死神とも呼ばれる。主に魔王と共に現れて活動する。恵やスセリたちと同様に、フィールドに覆われているためボディーは固いが、黒い仮面部分が本体なので、ここを破壊することで倒すことができる。手先から、特殊なシャボン状のものを出し、相手を捕える（閉じ込める）技も使う。

### その他の人物
友希の父
声 - 柴本浩行（アニメ）
友希が「佐々木友里」を名乗っていた時代の仮の家族（父親）。ヨコハマ図書館に貯蔵されていた情報場により映し出されたものだが、ここにも「誕生日の別れ」という悲しみの記憶が収められていた。
友希の母
声 - （アニメ）
同じく「佐々木友里」を名乗っていた時代の母親（なお、現在の友希の両親は孤児だった友希を彼女が11歳の時に養子として引き取るも、2197年7月2日に交通事故で夫婦ともに死亡している。この事故が原因で友希はVMSに担ぎ込まれた）。
老人
声 - 鈴木清信（アニメ）
亜美の友人
声 - 辻香織（アニメ）
徹の友人
声 - （音声）
ナレーション
声 - （音声）

## 登場ナノマシン
10億分の1レベルサイズの機械。工業用・軍事用と様々な分野で使用されているが、劇中では主に人体を正常な状態に保つ働きを持つための医療用ナノマシンを指す（なお、本作でナノマシンを使った殺し屋を「ナノテロリスト」という）。
アンドロノート
恵たちナノセイバーのバーチャルブレインの指令を受けLSTRによる恵たちのバーチャル人体での治療と同じように実際の患者の体内で治療を行う人型ナノマシン。“ナノ”から“センチ”サイズまでがある。エターナリアンの妨害に合い、友希の体内での活動ができなくなったが終盤で死神のデスマスクの活動媒体になったり、魔王を押さえ込む特大サイズで登場したりした。
ホメオボット
体調を整える健康維持のため活動しているナノマシンの総称。主にB型、P型などの種類がある。人体に重大な損傷が起こった場合、骨髄の生産工場で生産される。常時活動している免疫強化型のものとは異なり、体内組織の修復を担当する。この技術により、ヒトの平均寿命は140歳くらいまで延びたとされる。
ナノマイシン
全てのナノマシンを溶かす薬。作業の終了したナノマシンを処理するためやナノマシンによって人体に何らかの問題が起こった場合、体内のナノマシンを無害なたんぱく質に溶かすためのもの。
ナノミサイル
抗がん剤や各種の薬品を患部に限定的にのみ使うことによって薬量や副作用を最低限に抑えるために使用される。患者の体内でスクリューを使い患部まで辿り着き、薬品を撃ち込む。劇中では「ACM-36C」がナノセイバーの訓練シミュレーションのため、暴走ナノミサイルとして登場。他に、汎用の対ウィルス用ナノマシンを搭載したり、新型のカウンターウイルスを搭載したりもした。
移動用メカ
序盤から中盤まで使用されていた「ナノバギー」や、主に中盤以降活躍する、亜美がLSTR-AVを利用して作成した「ナノウイング」など。体内をキャタピラで走る「ナノタンク」というものも登場するが、胃酸に弱く10分程度しか耐えられないため、劇中では回虫に押し潰され1話であっけなくお役御免となる。
免疫強化ナノマシン
一般的なタイプは、X型とY型がそれぞれ強度レベル別に存在し、X型の方がより強力。他に、加齢により衰える胸腺の働きをバックアップする「データバンクナノマシン」（その人の過去の病歴と免疫抗体の情報を保持している）、ガン治療用の「エクシマレーザーナノマシン」、「MNM-96B」などの種類がある。劇中登場する、裏世界の闇医者が使用した黒い免疫強化用ナノマシン（人工白血球を除く）もこれに含まれる。
工業用ナノマシン
生物の免疫系に触れると分解されるため安全（「INM-92C2」など）。他に特殊なものとして、惑星を地球型環境に改造するための、火星テラフォーミング用ナノマシン「PTNM-90A」などがあり、役割を終えると、地上にワールドルーフと呼ばれる高さ7000mに及ぶ炭素結晶の巨大な傘を作り、環境調節を行なう。

## 用語
ナノセイバー
人型ナノマシン・アンドロノートをバーチャルブレインとのリンクでコントロールし、バーチャル人体での治療と同じ治療を患者の体内で行い、病気や怪我などを治すことを目的とした最高クラスの医療チーム。22世紀に確立したバーチャルシステムによる子供の社会進出を背景に（半年間の特殊訓練を経た）世界初のバーチャルブレインを持つ5人の子供達で構成される。本部はVMSにあり、主に、緊急の治療が必要な場合、遠隔からの治療が必要な場合、通常の外科手術では施術不可能な場合などの患者が対象とされる。劇中中盤からはLSTR-AVを利用し治療を行う。
バーチャルメディカルステーション
世界各所にあるメディカルステーションの内、物語の舞台となる日本の東京にあるとされる医療施設。略称はVMS。内設する「センター」は、「WGPO公安局」「機動空間管理所」と並んでセキュリティが世界でも最も高いことで知られている。フロントコンソールでは主に、徹と亜美がLSTR（後にLSTR-AV）のシステム制御にあたる。サポートインターフェイスとして五臓がステーションの管理、ナノセイバー達への助言などを行う。なお中央にある小型操作モニターには、「WINDOWS」というメニューも見える。
サイバースペース
現在のサーバーによるインターネットシステムをさらに拡大したもので、コンピュータ上に存在する全く別の世界と捉えられる。個人のユーザーから企業や国家機関まで様々なメインバンクとリンクが存在する。量子コンピュータが可能にしたバーチャルシステムを利用している。ネットワーク保安局と呼ばれる機関の管理を受ける。
LSTR（局所時空共鳴）
仮想空間に物体を原子レベルで再現するシステム。装置外観はマンモスを模したような形をしている。本物の人体には人型ナノマシンが潜入、バーチャル人体の中へ縮小投影されたナノセイバーがこれらを同期させて操作することでバーチャル治療を行う。
バーチャル人体
LSTRを用いて人体をスキャンして作成したもの。現実世界の人体と同期させる。またこの技術によって、治療前に（副作用などの）影響をシミュレーションすることも可能になった。
バーチャルブレイン（バーチャル脳）
人間の脳を胎児の段階からシンクロ脳ベルトにより随時モニタリング（スキャン）し、そのデータをコンピュータ上に再構築した物。現実の脳とコンピュータのインターフェイスとしての機能を持つため、所持する人間は自身の姿を仮想空間に投影することができる。また、22世紀ではバーチャルブレインを所持する人間が世界中に存在し、その最初の事例が恵・仁・強志・徹・亜美の5人である（なお、ロップもナノセイバーと同様にバーチャルブレインを所持している）。一方で、サイバースペースを経由するなどしてシンクロ時にバイオウィルスなどによる感染の危険性も孕んでいる。また定期的なメンテナンスも必要。設定に関わった小林伸光によれば強の失踪後、強のバーチャルブレインは破棄される予定であったが、話数が足らずあきらめたという。
LSTR-AV
「LSTR Advanced Version」の略。実体に実体を投影する方法で、本来のサイズから10億分の1レベルにナノセイバー自身（連絡用のネガフィールドとともに）縮小して、現実の人体に直接潜入し治療を行なうことができるシステム。そのため活動限界時間と復元臨界時間が存在し、活動限界時間内に作業を終え復元臨界時間終了までに人体の外に出なければならない。復元臨界時間を過ぎるとナノセイバーは元の大きさに復元され、人体を派手に損傷してしまうことになる。なお、物体の縮小だけでなく拡大に用いることも可能だが、拡大には倍率に見合った量の情報場が必要となる。
世界政府準備機構 (W.G.P.O.)
22世紀に設立された世界政府の準備組織。本部は東南アジアにある。VMSはここが直轄する機関。コンピュータへの無条件アクセス権など、強力な権限をもつ。「ニュートロンバーナー」と呼ばれる兵器も保有する（第4話にて制御不能に陥った宇宙船を攻撃）。
情報場
バーチャル世界の情報質量の増大により発生する力場。情報質量が限界を超えると映像化や物質化して現実世界に干渉するようになる。
魔王
ゲートキーパーが操る（彼らの縮尺では）巨大な宇宙船。エターナリアンをさらったり、彼らの計画に逆らうものを攻撃する。
クオン
この宇宙が出来て最初の知性体。5つの銀河が本体。

## スタッフ
- 総監督 - 古川政美
- 脚本 - 野辺朋史
- キャラクターデザイン - 長森佳容
- 設定 - 金子隆一、本多成正
- 医学設定 - 小林伸光
- 衣装デザイン - 宮下由子
- 美術 - 坂本信人
- 色彩設計 - 佐藤秀一
- 撮影 - 斎藤秋男
- 映像 - 赤沼直彦、前野大介
- 映像効果 - 赤沼直彦、前野大介（14話以降）
- 音響効果 - 佐々木純一
- 音楽監督 - 中野徹
- 音楽 - 神尾憲一
- 選曲 - 金丸孝彦
- アニメ制作 - 片山哲生（イメージ・ケイ）
- アニメーション制作 - イメージ・ケイ（ノンクレジット）、スタジオジュニオ
- 製作 - NHK

## 各話リスト
| 話数 | サブタイトル                 | 絵コンテ   | 演出     | 作画     | 初回放送日              | 総集編         |
| ---- | ---------------------------- | ---------- | -------- | -------- | ----------------------- | -------------- |
| 1    | ナノセイバー発進             | 古川政美   | 中村憲由 | 長森佳容 | 1997年 4月8日 - 4月10日 | 1997年 5月5日  |
| 2    | 追跡! 暴走ミサイル           | 古川政美   | 中村憲由 | 長森佳容 | 4月15日 - 4月17日       | 5月6日         |
| 3    | 謎の殺人病原体               | 小林孝志   | 小林孝志 | 平川淳一 | 4月22日 - 4月24日       | 5月7日         |
| 4    | 火星生命との遭遇             | 小林孝志   | 小林孝志 | 平川淳一 | 4月29日 - 5月1日        | 5月8日         |
| 5    | 最後のヒト回虫を救え!        | 中村憲由   | 中村憲由 | 吉野真一 | 5月13日 - 5月15日       | 6月9日         |
| 6    | 謎のハッカーあらわる!        | 中村憲由   | 中村憲由 | 長森佳容 | 5月20日 - 5月22日       | 6月10日        |
| 7    | 200歳の脳をもつ美女          | 木村隆一   | 小林孝志 | 梅原隆弘 | 5月27日 - 5月29日       | 6月11日        |
| 8    | ナノセイバー誕生の秘密       | 小林孝志   | 小林孝志 | 早川淳一 | 6月3日 - 6月5日         | 6月12日        |
| 9    | 謎の遺伝子がよみがえるとき   | 中村憲由   | 中村憲由 | 吉野真一 | 6月17日 - 6月19日       | 7月14日        |
| 10   | サイバースペースへの侵入者   | 中村憲由   | 中村憲由 | 長森佳容 | 6月24日 - 6月26日       | 7月15日        |
| 11   | LSTR-AV始動                  | 木村隆一   | 小林孝志 | 梅原隆弘 | 7月1日 - 7月3日         | 7月16日        |
| 12   | 謎の物体との遭遇             | 小林孝志   | 小林孝志 | 早川淳一 | 7月8日 - 7月10日        | 7月17日        |
| 13   | 強志、消失!?                 | 小林孝志   | 浅川智裕 | 梅原隆弘 | 9月9日 - 9月11日        | 10月6日        |
| 14   | 100億の存在証明[アリバイ]    | 小林孝志   | 浅川智裕 | 早川淳一 | 9月16日 - 9月18日       | 10月7日        |
| 15   | 「泳ぐ物体」へのアクセス     | 中村憲由   | 中村憲由 | 吉野真一 | 9月23日 - 9月25日       | 10月8日        |
| 16   | 新型マシン、耳に進路を!      | 中村憲由   | 中村憲由 | 長森佳容 | 9月30日 - 10月2日       | 10月9日        |
| 17   | 魔王を迎え撃つ者たち         | 小林孝志   | 小林孝志 | 梅原隆弘 | 10月14日 - 10月16日     | 11月10日       |
| 18   | 時空を超えた少女             | 小林孝志   | 小林孝志 | 早川淳一 | 10月21日 - 10月23日     | 11月11日       |
| 19   | 崩壊のプレリュード           | 中村憲由   | 中村憲由 | 長森佳容 | 10月28日 - 10月30日     | 11月12日       |
| 20   | 反撃のトリル                 | 中村憲由   | 中村憲由 | 吉野真一 | 11月4日 - 11月6日       | 11月13日       |
| 21   | 肝臓都市ヨコハマ             | 古川政美   | 小林孝志 | 梅原隆弘 | 11月18日 - 11月20日     | 12月15日       |
| 22   | 友希の記憶                   | 小林孝志   | 小林孝志 | 追崎史敏 | 11月25日 - 11月27日     | 12月16日       |
| 23   | よみがえる悪夢               | 中村憲由   | 中村憲由 | 長森佳容 | 12月2日 - 12月4日       | 12月17日       |
| 24   | 永遠を求める者               | 中村憲由   | 中村憲由 | 千葉ゆみ | 12月9日 - 12月11日      | 12月18日       |
| 25   | 囚われし者への遁走曲[フーガ] | 木村隆一   | 木村隆一 | 梅原隆弘 | 12月23日 - 12月25日     | 1998年 1月26日 |
| 26   | 呪われし者への哀歌[キリエ]   | 木村隆一   | 平池芳正 | 追崎史敏 | 1998年 1月6日 - 1月8日  | 1月27日        |
| 27   | ゲートへつのる想い           | 中村憲由   | 中村憲由 | 千葉ゆみ | 1月13日 - 1月15日       | 1月28日        |
| 28   | 生命[いのち]よ永遠に         | 小田木好男 | 多田志郎 | 間宮向   | 1月20日 - 1月22日       | 1月29日        |